# 梅川東南
梅川 東南（うめかわ とうなん、寛政9年〈1797年〉 - 慶応2年2月14日〈1866年3月30日〉）とは、江戸時代の京都の浮世絵師。

## 来歴
吉村周南の門人。名は重賢、通称藤兵衛。雪枝、東南と号す。京都の人で御幸町四条下ル町に住む。作画期は天保から安政頃にかけてとされ、錦絵などを描く。享年70。法名は賢誉聖達東南禅定門定、墓所は京都黒谷墓地。

## 作品
- 『不思議問答』　※天保13年（1842年）刊行
- 「女舞図」　大倍判錦絵
- 「お能」　プーシキン国立美術館所蔵